# Robert Casadesus
Robert Casadesus (n. 7 aprilie 1899, Paris, d. 19 septembrie 1972, Paris) a fost un renumit pianist și interpret de muzică de cameră francez. A fost cel mai important membru al unei celebre familii de muzicieni, fiind nepotul lui Henri Casadesus, al lui Marius Casadesus, soțul lui Gaby Casadesus  și tatăl lui Jean Casadesus. A fost și compozitor.